# Велик войвода
Званието Велик войвода има южнославянски произход и коренспондира с титлата велик княз, представлявайки по-висока степен на общославянската титла войвода.

## Главнокомандващ
По времето на Второто българско царство (1185 – 1396) главният военнокомандващ на царските войски е наричан „велик войвода“ и практически е замествал владетеля в командването на войската.

## Управител на провинция
„Велик войвода“ (на немски: Grosswojwod) e титла на управителя на Войводство Сърбия и Тамишки Банат (1849 – 1860), една от „Земите на короната“ в състава на Австрийската империя, днес на територията на сръбската Автономна област Войводина. Съответства по ранг на титлата велик княз.